# Antun Nikolić Tuca
Antun Nikolić Tuca (Županja, 10. lipnja 1943.) hrvatski je glazbenik-multiinstrumentalist, tamburaški virtuoz, glazbeni urednik, glazbeni producent, aranžer, skladatelj, etnograf

## Životopis
Antun Nikolić Tuca je hrvatski skladatelj, aranžer, glazbeni producent, glazbeni urednik, etnograf, tamburaški virtuoz i multiinstrumentalist. Uz Paju Kolarića, Franju Kuhača, Miju Majera, Julija Njikoša i Branka Mihaljevića, živuća legenda tamburaške i rock glazbe. Rođen je u Županji 10. lipnja 1943. Već kao šestogodišnjak na jednoj školskoj priredbi, s tamburicom u ruci, ostvaruje svoj prvi scenski nastup. Godine 1956. s obitelji seli u Osijek. Po dolasku u Osijek, pored redovnog školovanja, pohađa i uglednu osječku glazbenu školu Franje kuhača. S nepunih 15 godina – 1958. godine – postao je član Tamburaškog orkestra Radio Osijeka kojeg do 1964. godine vodi velikan tamburaške glazbe – Julije Njikoš. U ovom orkestru Nikolić svira tamburaške instrumente. Tu je počelo njegovo uspješno glazbeno djelovanje koje ima ne samo folklornu, nego i sociološku i kulturološku dimenziju.
Početkom 1960-ih godina uz tamburaške instrumente (te ostale instrumente kao što su bendžo, buzuki, balalajka, klavir, usna harmonika, frula, kazu, okarina) Tuca svira i električnu gitaru. Zajedno s Krunoslavom Kićom Slabincem u Osijeku najprije osniva grupu Tornado, a potom 1963. i legendarni rock sastav Dinamiti koji je 60-tih godina 20. stoljeća bio jedan od najpoznatijih rock grupa u tadašnjoj Jugoslaviji, a nastupali su i diljem Europe. 1967. Antun Nikolić Tuca odlazi na odsluženje vojnog roka. Nakon služenja u vojsci Tuca se vraća tamburaškoj glazbi. 1969. godine ponovno okuplja i vodi Veliki tamburaški orkestar Radio Osijeka s kojim kao dirigent, obrađivač, producent i glazbeni urednik prikuplja, snima, čuva i njeguje tradicijske folklorne vrijednosti sjeveroistočne Hrvatske.

### Slavonski bećari
Godine 1971. iz Velikog tamburaškog orkestra Radio Osijeka Antun Nikolić formira tamburaški sastav Slavonski bećari, koji pod njegovim vodstvom djeluje do 2011.g. Slavonski bećari su najstariji i najpoznatiji tamburaški sastav. Tijekom 40 godina uspješnoga djelovanja bilježe nebrojene nastupe, mnoga putovanja po cijelom svijetu, (16 puta u Americi i Kanadi, dva puta u Australiji, te u većini Europskih zemalja). Slavonski bećari su objavili 4 singla i 11 LP studijskih albuma, 7 kompilacija, 35 festivalskih izdanja, 532 u HUZIP-u registrirana televizijska nastupa. Ostvarili su suradnje s renomiranim pjevačima u zemlji i inozemstvu i osvojili mnoge međunarodne nagrade i priznanja.

## Značaj Tucinog rada
Pored sviranja, skladanja, dirigiranja, aranžiranja i producentskog rada, Antun Nikolić Tuca se bavio i prikupljanjem glazbene baštine sjeveroistočne Hrvatske. Ono što je u 19. stoljeću započeo Franjo Kuhač, u 20. nastavio Julije Njikoš i Branko Mihaljević, na svoj način na prijelazu iz 20. u 21. stoljeće nastavio je Antun Nikolić Tuca. 
Osim etnografskog rada na prikupljanju i očuvanju folklorne baštine, Nikolić je kao dugogodišnji glazbeni urednik Radio Osijeka (1969. – 2005.) iskoristio svoju poziciju i snimio veliki broj izvornih folklornih motiva, a na svojim mnogobrojnim radijskim i televizijskim nastupima promovirao je narodne pjesme, kola i plesove s područja Slavonije, Baranje i Srijema. Među nastupima ističe se solo nastup na koncertu 100 najboljih hrvatskih tamburaša pod nazivom Šokačka rapsodija, koji je zbog broja izvođača uvršten u Guinnessovu knjigu rekorda.
U hrvatskoj bazi autora nalazi se registrirano 235 njegovih autorskih djela, a u fonoteci Radio Osijeka nalazi se oko pet stotina glazbenih brojeva koji su potpisani imenom Antuna Nikolića Tuce.

## Izdanja

### Video izdanja
- Krunoslav Kićo Slabinac i Slavonski bećari za Hrvatsku bratsku zajednicu
- I. S. V. Rodna grudo moja – Slavonski bećari, Mirjana Primorac i Miroslav Škoro
- I. S. V. Slavonski bećari, Mirjana Primorac i KUD Osijek 1862

### Diskografija
- 1970. Blaženka i Pero Nikolin uz Tamburaški orkestar Radio Osijeka – Meni nana za mog diku brani – Otkrit ćemo, diko, tajnu – Dosta mi je momkovanja – Hajd' u kolo (A. Nikolić, Z. Batistuta, A. Nikolić), glazbeni producent A. Nikolić[5]
- 1970. Blaženka i Pero Nikolin ‎– Daleko je domovina (Z. Čaćija, Z. Čaćija, A. Nikolić), glazbeni producent A. Nikolić[6]
- 1970. Aca Đigunović – Lovačka pjesma (A. Nikolić, A. Đigunović, A. Nikolić), dirigent A. Nikolić[7]
- 1971. Tamburaški orkestar Radio Osijeka - Slavonijo, zemljo plemenita (Slavonske narodne pjesme i kola, aranžman A. Nikolić), dirigenti A. Nikolić i D. Repar[8]
- 1972. Zdenko Dobek – Moja seka (B. Mihaljević, B. Mihaljević, A. Nikolić), dirigent Tamburaškog orkestra Radio Osijeka A. Nikolić[9]
- 1973.  Blaženka i Pero Nikolin – Daleko sam u tuđini (Z. Čačija, A. Nikolić, Z. Čačija)[10]
- 1973. Blaženka Nikolin – Plakat ću do posljednje suze (aranžman A. Nikolić)[11]
- 1973. Pero Nikolin – Stare bekrije (autor teksta i aranžer pojedinih pjesama A. Nikolić)[12]
- 1975. Matija Pavlović i Tamburaški orkestar Radio Osijeka pod Vodstvom Antuna Nikolića Tuce ‎– Ej, Baranjo (autor teksta i aranžer pojedinih pjesama A. Nikolić)[13]

### Diskografija Slavonski bećari
- 1973. Krunoslav Kićo Slabinac i Slavonski bećari ‎– Bećarac (aranžman A. Nikolić)[14]
- 1974. Krunoslav Kićo Slabinac i Slavonski bećari ‎– Kad čujem tambure / Lijepa moja Slavonija (aranžman A. Nikolić)[15]
- 1975. Krunoslav Kićo Slabinac, Slavonski bećari i Tamburaški orkestar Radio Osijeka ‎– Hej, bećari (dirigent i aranžer A. Nikolić)[16]
- 1979. Krunoslav Kićo Slabinac ‎– Seoska sam lola (aranžman A. Nikolić, K. Slabinac)[17]
- 1984. Krunoslav Kićo Slabinac uz tamburaški Sastav Slavonski bećari pod Vodstvom Antuna Nikolića Tuce ‎– Svatovac / Svi se momci oženiše (aranžman P. Nikolin i A. Nikolić)[18]
- 1982. Ansambl Slavonski bećari ‎– Hrvatske Božićne pjesme (aranžman A. Nikolić)[19]
- 1983. Slavonski bećari i Mirjana Primorac ‎– Ljubila sam crno oko (obrada, aranžman i glazbena produkcija A. Nikolić)[20]
- 1985. Fabijan Šovagović i Slavonski bećari - Pokraj Karašice (glazbeni urednik i aranžer A. Nikolić)[21]
- Šima Jovanovac i Slavonski bećari ‎– Stari Graničari / Pjevat će Slavonija (aranžman A. Nikolić)[22]
- 1986. Slavonski bećari -  Zaplešimo uz tambure (glazbena produkcija i aranžman A. Nikolić)[23]
- 1988. Slavonski bećari, Mirjana Primorac, Miroslav Škoro i Zdenko Nikšić (aranžman A. Nikolić)[24]
- 1992. Ansambl Antuna Nikolića Tuce Slavonski bećari ‎– Neće snaša tamburaša (glazbena produkcija i aranžman A. Nikolić)[25]
- 1995. Ansambl Antuna Nikolića Tuce Slavonski bećari (aranžer i autor pojedinih pjesama i A. Nikolić)[26]
- 1998. Slavonski bećari ‎– Baš je bila luda godina (aranžer i autor pojedinih pjesama A. Nikolić)[27]
- 2003. Slavonski bećari - Narodne Božićne pjesme (aranžman A. Nikolić)[28]

## Vanjske poveznice
- Slavonski bećari - spot pjesme milenija "Vukovaru, srećo, dobar dan"
- Antun Nikolić Tuca i Tamburaški orkestar Osječko-baranjske županije - Tucin spletokol
- Slavonski bećari - spot pjesme "Sveta Kata bit će snig za vrata"